# Koh-Lanta : Le Feu sacré
 (mai 2025).
- Si vous ne connaissez pas le sujet, laissez ce bandeau (vous pouvez alors contacter les auteurs).
- Si vous supprimez le contenu mis en cause (vous pouvez préalablement contacter les auteurs),

argumentez précisément cette suppression dans la page de discussion
(un manque de référence n'est pas un argument ; une recherche réelle de référence doit avoir été effectuée, être formellement documentée).
 (juin 2025).
Koh-Lanta : Le Feu sacré est la 24e édition régulière de l'émission de téléréalité Koh-Lanta, diffusée sur les chaînes de télévision TF1 et Tahiti Nui TV, entre le 21 février 2023 et le 13 juin 2023. Elle est présentée par Denis Brogniart et a été tournée dans la péninsule de Caramoan, aux Philippines.
Cette saison est marquée par l'apparition d'un puissant talisman, tout droit sorti des entrailles du volcan Mayon (selon la légende).
C'est Frédéric qui remporte cette édition face à Tania, lors du conseil final. Il empoche ainsi les 100 000 € promis au vainqueur,.

## Tournage

### Animation et production

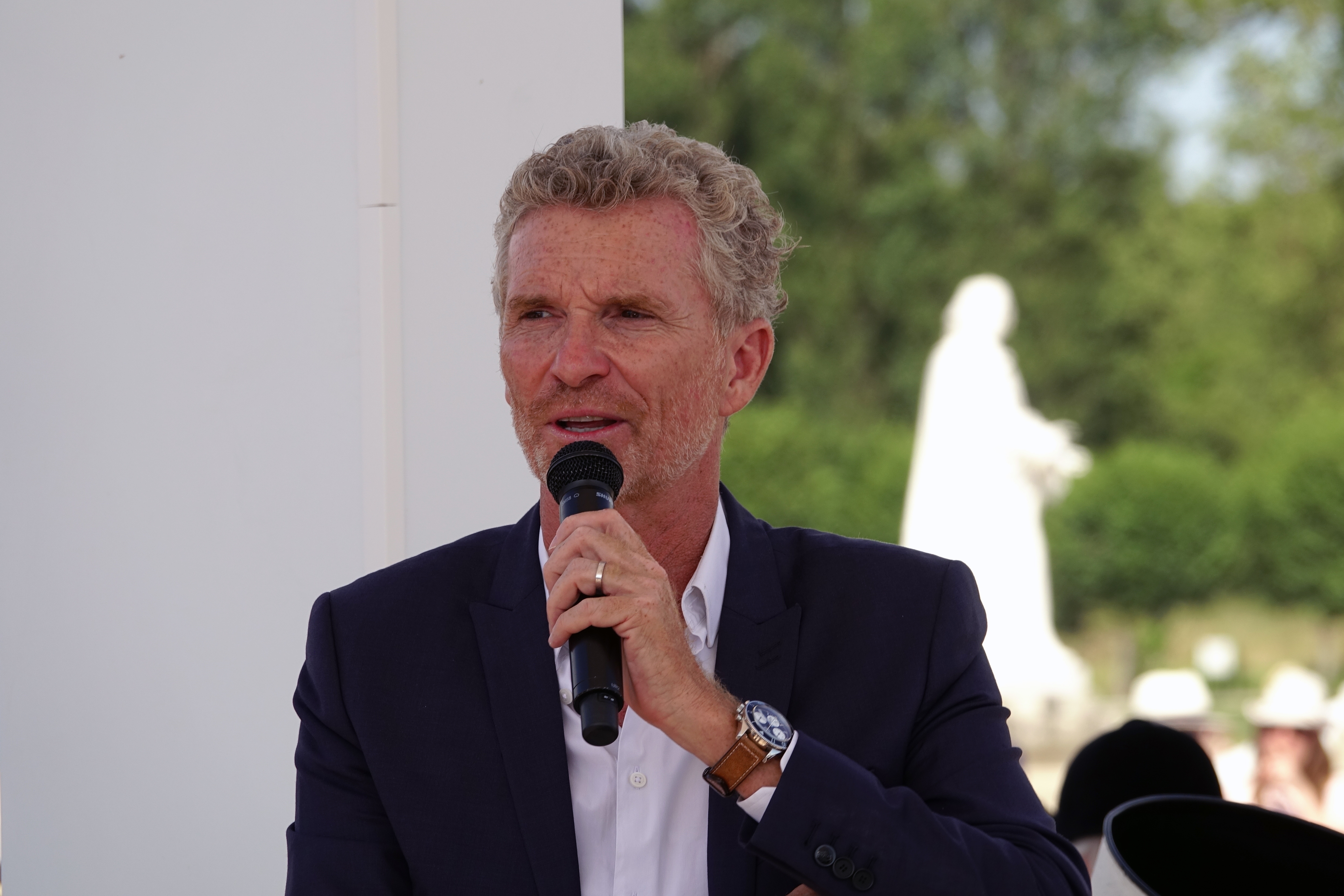
Denis Brogniart présente l'émission.

Denis Brogniart, animateur historique, présente une fois de plus l'émission. Il possède le rôle d'animateur expliquant les règles aux candidats ainsi que de présentateur en voix off.
Alexia Laroche-Joubert, avec la société de production Adventure Line Productions, produit à nouveau cette saison.
Le tournage a eu lieu entre le 9 août et le 17 septembre 2022.

## Nouveautés

### Talisman

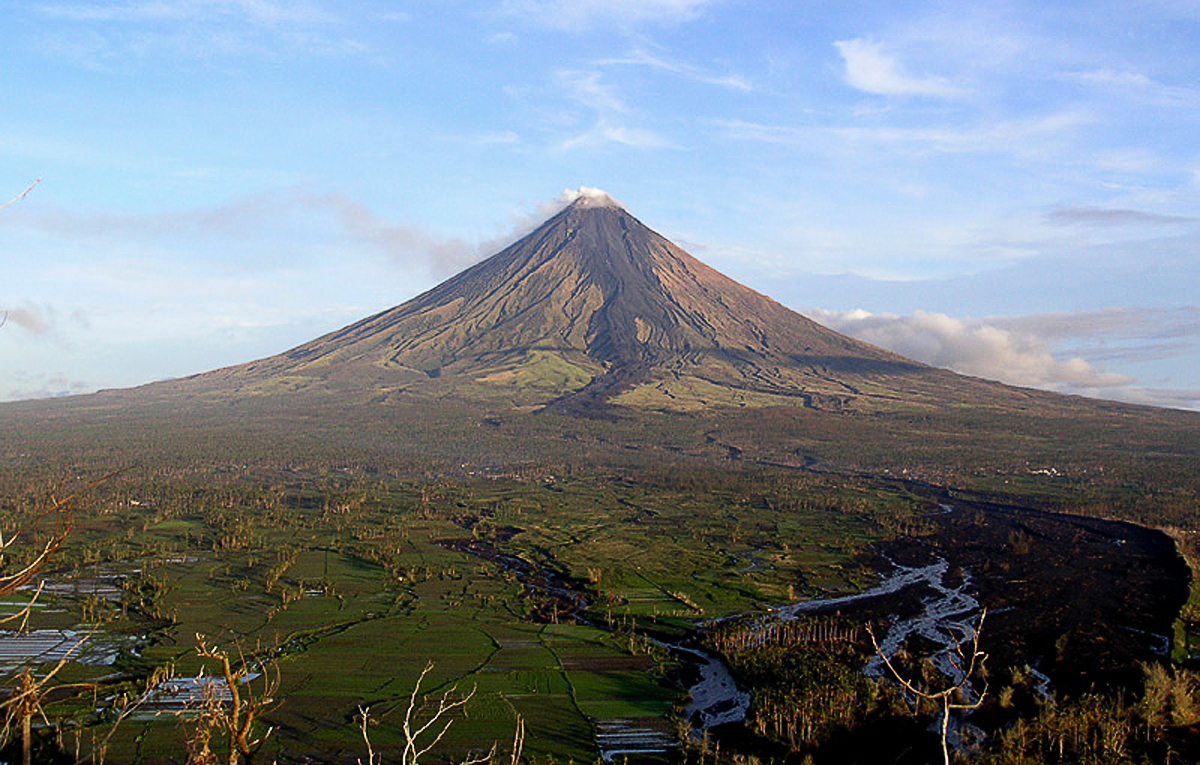
Le volcan Mayon.

La principale nouveauté de cette saison réside dans l'apparition d'un talisman, nommé pour le bien du jeu le « talisman du feu sacré », sorti des entrailles du volcan Mayon aux Philippines. « On raconte qu'un dieu bienveillant a caché son feu sacré rempli de pouvoir dans les entrailles du volcan Mayon », explique Julien Magne, directeur des programmes d'ALP,,.
Ce talisman permet au candidat qui le remporte, souvent par le biais d'une épreuve, soit d'être immunisé en cas de conseil de son équipe, soit le transmettre à un coéquipier de son choix. Par ailleurs, si l'équipe adverse au détenteur de ce talisman part au conseil, le détenteur devra assister à ce conseil, transmettre systématiquement le talisman et donc, immuniser un aventurier de son choix. Ce talisman est remis en jeu à chaque épreuve de confort et si l'équipe du détenteur perd, ce dernier devra le transmettre à un membre de l'équipe adverse.

### Retour des armes stratégiques
Les armes stratégiques, utilisables lors des conseils et concept phare de l'édition Koh-Lanta : Les Armes secrètes en 2021, font leur retour cette saison. Sur chaque camp, se cachent :
- Un « détournement de vote », qui permet à un candidat de priver quelqu'un de son vote, et prendre sa voix ;
- Un « double vote », qui permet à un candidat de voter à deux reprises.

### Remplacement des abandons volontaires
Autre nouveauté dans cette édition, les candidats souhaitant quitter le jeu volontairement sont dorénavant remplacés systématiquement par le dernier aventurier éliminé au même titre que les abandons sur décision médicale. Interrogée par Télé-Loisirs sur ce changement, la société de production ALP explique que cette décision a été prise avant le début du tournage : « Nous cherchons constamment à déstabiliser les participants dans leur aventure et nous avons pris la décision de revenir, comme cela a été le cas dans le passé, sur la règle du remplacement d'un abandon ».

## Candidats
Ci-dessous, la liste des 20 candidats, dix hommes et dix femmes entre 22 et 56 ans.
| Candidats | Candidats   | Profession                   | Âge    | Localisation       | Tribu | Jury final          | Départ et réfs. |
| --------- | ----------- | ---------------------------- | ------ | ------------------ | --- | ------------------- | --------------- |
| ♀         | Célia       | Assistante familiale         | 49 ans | Calvados           | Paniman (jour 2 – 3) |                     | Éliminée        |
| ♂         | Emin        | Directeur général            | 56 ans | Belgique           | Tinago (jour 2 – 6) | Éliminé             |                 |
| ♂         | Alexandre   | Responsable logistique       | 34 ans | Seine-Maritime     | Tinago (jour 2 – 9) | Éliminé             |                 |
| ♀         | Élodie      | Responsable marketing        | 35 ans | Belgique           | Tinago (jour 2 – 10) | Éliminée            |                 |
| ♂         | Benjamin    | Marin                        | 23 ans | Bouches-du-Rhône   | Paniman (jour 2 – 14) | Abandon volontaire  |                 |
| ♂         | Martin      | Fromager                     | 30 ans | Suisse             | Tinago (jour 2 – 10) Paniman (jour 10 – 18) | Abandon médical     |                 |
| ♀         | Christine   | Éducatrice canine            | 49 ans | Gironde            | Tinago (jour 2 – 10) Paniman (jour 10 – 18) | Éliminée            |                 |
| ♂         | Rudy        | Conducteur de métro          | 41 ans | Val-de-Marne       | Tinago (jour 2 – 15) Éliminé (jour 15 – 18) Paniman (jour 18 – 21) | Éliminé             |                 |
| ♀         | Grâce       | Technicienne en plasturgie   | 39 ans | Ain                | Paniman (jour 2 – 23) Tribu réunifiée (jour 23) | Abandon volontaire, |                 |
| ♀         | Anne-Sophie | Professeure de Zumba         | 35 ans | Meurthe-et-Moselle | Tinago (jour 2 – 23) Tribu réunifiée (jour 23 – 24) | 1re membre          | Éliminée        |
| ♀         | Helena      | Kinésithérapeute             | 27 ans | Belgique           | Tinago (jour 2 – 23) Tribu réunifiée (jour 23 – 26) | 2e membre           | Éliminée        |
| ♂         | Gilles      | Agriculteur                  | 31 ans | Nord               | Paniman (jour 2 – 23) Tribu réunifiée (jour 23 – 29) | 3e membre           | Éliminé         |
| ♀         | Clémence    | Raccordeuse de fibre optique | 27 ans | Charente-Maritime  | Paniman (jour 2 – 10) Tinago (jour 10 – 23) Tribu réunifiée (jour 23 – 32) Évincée (jour 32)                                                                                    | 4e membre           | Éliminée        |
| ♂         | Esteban     | Vendeur-démonstrateur        | 40 ans | Eure-et-Loir       | Tinago (jour 2 – 23) Tribu réunifiée (jour 23 – 32) Évincé (jour 32 – 34) | 5e membre           | Éliminé         |
| ♀         | Laura       | Photographe                  | 32 ans | Charente-Maritime  | Paniman (jour 2 – 23) Tribu réunifiée (jour 23 – 35) | 6e membre           | Éliminée        |
| ♂         | Quentin     | Charpentier                  | 26 ans | Moselle            | Paniman (jour 2 – 10) Tinago (jour 10 – 23) Éliminé (jour 23) Tribu réunifiée (jour 23 – 38)                                                                                    | 7e membre           | Éliminé         |
| ♀         | Julie       | Footballeuse                 | 33 ans | Essonne            | Tinago (jour 2 – 10) Paniman (jour 10 – 23) Tribu réunifiée (jour 23 – 39) | 8e membre           | Éliminée        |
| ♂         | Nicolas     | Entrepreneur                 | 43 ans | Corse              | Paniman (jour 2 – 23) Tribu réunifiée (jour 23 – 40) | 9e membre           | Éliminé         |
| ♀         | Tania       | Diététicienne                | 22 ans | Seine-Saint-Denis  | Paniman (jour 2 – 10) Tinago (jour 10 – 12) Éliminée (jour 12 – 15) Paniman (jour 15 – 23) Tribu réunifiée (jour 23 – 33) Évincée (jour 33 – 34) Tribu réunifiée (jour 34 – 40) |                     | Finaliste       |
| ♂         | Frédéric    | Directeur commercial         | 33 ans | Hauts-de-Seine     | Paniman (jour 2 – 10) Tinago (jour 10 – 23) Tribu réunifiée (jour 23 – 40) | Vainqueur           |                 |

Légende :
- « Paniman », signifie que l'aventurier fait partie de la tribu jaune.
- « Tinago », signifie que l'aventurier fait partie de la tribu rouge.
- « Éliminé », signifie que l'aventurier a été éliminé, avant de réintégrer le jeu.
- « Tribu réunifiée », signifie que l'aventurier fait partie de la tribu réunifiée.

## Déroulement

### Bilan par épisode
| Épisode              | Diffusion       | Épreuves                   | Épreuves            | Exil (gagnant du duel) | Conseil       | Conseil       | Conseil       | Réf.   |
| Épisode              | Diffusion       | Confort                    | Immunité            | Exil (gagnant du duel) | Éliminé(s)    | Votes         | Départ        | Réf.   |
| -------------------- | --------------- | -------------------------- | ------------------- | ---------------------- | ------------- | ------------- | ------------- | ------ |
| 1er épisode          | 21 février 2023 | Nicolas                    | Tinago              |                        | Célia         | 6-3-1         | Jour 3        | [ 11 ] |
| 2e épisode           | 28 février 2023 | Tinago                     | Paniman             | Emin                   | 9-2           | Jour 6        | [ 12 ]        |        |
| 3e épisode           | 7 mars 2023     | Paniman                    | Paniman             | Alexandre              | 4-3-2         | Jour 9        | [ 13 ]        |        |
| 4e épisode           | 14 mars 2023    | Gilles                     | Paniman             | Tania                  | 5-2-1         | Jour 12       | [ 29 ]        |        |
| 5e épisode           | 21 mars 2023    | Tinago                     | Paniman             | Rudy                   | 5-1-1         | Jour 15       | [ 30 ]        |        |
| 6e épisode           | 28 mars 2023    | Paniman                    | Tinago              | Christine              | 5-2           | Jour 18       | [ 17 ]        |        |
| 7e épisode           | 4 avril 2023    | Paniman                    | Tinago              | Rudy                   | 4-3           | Jour 21       | [ 18 ]        |        |
| 8e épisode           | 11 avril 2023   | Tinago                     | Clémence            | Anne-Sophie            | 6-3-3         | Jour 24       | [ 31 ]        |        |
| 9e épisode           | 18 avril 2023   | Tinago                     | Clémence            | Anne-Sophie            | 6-3-3         | Jour 24       | [ 20 ]        |        |
| 10e épisode          | 25 avril 2023   | Quentin                    | Clémence            | Helena                 | 7-4           | Jour 26       | [ 21 ]        |        |
| 11e épisode          | 2 mai 2023      | Gilles                     | Nicolas             | Gilles                 | 6-3-2-1       | Jour 29       | [ 22 ]        |        |
| 12e épisode          | 9 mai 2023      | Laura et Quentin           | Tania et Frédéric   | Esteban et Clémence    | 6-4           | Jour 32       | [ 32 ]        |        |
| 13e épisode          | 16 mai 2023     | Laura                      | Nicolas             | Esteban                | Tania         | 5-1-1         | Jour 33       | [ 24 ] |
| 14e épisode          | 23 mai 2023     | Laura                      | Nicolas             | Tania                  | Laura         | 4-3-1         | Jour 35       | [ 25 ] |
| 15e épisode          | 30 mai 2023     | Quentin                    | Frédéric            |                        | Quentin       | 5-2           | Jour 38       | [ 26 ] |
|                      |                 | Épreuve d'orientation      | Épreuve des poteaux | Conseil final          | Conseil final | Conseil final | Conseil final |        |
| 16e épisode (finale) | 6 juin 2023     | Nicolas, Tania et Frédéric | Frédéric            | Frédéric               | 7-2           | Vainqueur     | ,             |        |
| 17e épisode (finale) | 13 juin 2023    | Nicolas, Tania et Frédéric | Frédéric            | Frédéric               | 7-2           | Vainqueur     | ,             |        |

### Bilan des objets d'immunité

#### Talisman du Feu sacré
| Épisode | Détenteur | Candidat immunisé | Réf.   |
| ------- | --------- | ----------------- | ------ |
| 1er     | Nicolas   | Nicolas           | [ 33 ] |
| 2e      | Rudy      | Rudy              | [ 34 ] |
| 3e      | Tania     | Christine         | [ 35 ] |
| 4e      | Gilles    | Quentin           | [ 36 ] |
| 5e      | Frédéric  | Quentin           | [ 37 ] |
| 6e      | Gilles    | Gilles            | [ 17 ] |
| 7e      | Gilles    | Tania             | [ 38 ] |
| 8e/9e   | Helena    | Helena            |        |
| 13e     | Laura     | Laura et Quentin  |        |

#### Colliers d'immunité
| Localisation                      | Détenteur              | Utilisation   | Utilisation   | Utilisation                    |
| Localisation                      | Détenteur              | Statut        | Épisode       | Votes annulés sur nombre total |
| --------------------------------- | ---------------------- | ------------- | ------------- | ------------------------------ |
| Camp des Tinago                   | Quentin (jour 18 – 24) | Utilisé       | 9e            | 0/12                           |
| Camp des Paniman                  | Non découvert          | Non découvert | Non découvert | Non découvert                  |
| Épreuve d'immunité du 10e épisode | Gilles (jour 26)       | Utilisé       | 10e           | 0/11                           |
| Camp réunifié                     | Tania (jour 34 – 38)   | Utilisé       | 15e           | 5/7                            |

#### Armes stratégiques
| Avantage                                   | Localisation     | Détenteur | Utilisation | Utilisation |
| Avantage                                   | Localisation     | Détenteur | Jour        | Épisode     |
| ------------------------------------------ | ---------------- | --------- | ----------- | ----------- |
| Double vote lors du prochain conseil       | Camp des Tinago  | Emin      | 6           | 2e          |
| Détourner un vote lors du prochain conseil | Camp des Tinago  | Rudy      | 12          | 4e          |
| Détourner un vote lors du prochain conseil | Camp des Paniman | Rudy      | 21          | 7e          |
| Double vote lors du prochain conseil       | Camp réunifié    | Julie     | 32          | 12e         |

### Détails des votes
|                      | Tribus initiales | Tribus initiales | Tribus initiales | Tribus initiales | Tribus initiales | Tribus recomposées | Tribus recomposées | Tribus recomposées | Tribus recomposées | Tribus recomposées | Tribus recomposées | Tribus recomposées | Tribus recomposées | Tribus recomposées | Tribu réunifiée | Tribu réunifiée | Tribu réunifiée | Tribu réunifiée | Tribu réunifiée | Tribu réunifiée | Tribu réunifiée | Tribu réunifiée | Tribu réunifiée | Tribu réunifiée | Tribu réunifiée | Tribu réunifiée | Tribu réunifiée | Tribu réunifiée |
| -------------------- | ---------------- | ---------------- | ---------------- | ---------------- | ---------------- | ------------------ | ------------------ | ------------------ | ------------------ | ------------------ | ------------------ | ------------------ | ------------------ | ------------------ | --------------- | --------------- | --------------- | --------------- | --------------- | --------------- | --------------- | --------------- | --------------- | --------------- | --------------- | --------------- | --------------- | --------------- |
| ► Épisode            | 1                | 2                | 2                | 3                | 4                | 4                  | 4                  | 5                  | 5                  | 6                  | 6                  | 7                  | 7                  | 8                  | 9               | 9               | 10              | 11              | 12              | 12              | 12              | 13              | 14              | 15              | 16              | 17              | 17              | 17              |
| ► Éliminé ou abandon | Célia            | Emin             | Emin             | Alexandre        | Élodie           | Tania              | Tania              | Benjamin           | Rudy               | Martin             | Christine          | Rudy               | Rudy               | Quentin            | Grâce           | Anne-Sophie     | Helena          | Gilles          | Esteban         | Esteban         | Clémence        | Tania           | Laura           | Quentin         | Julie           | Nicolas         | Tania           | Frédéric        |
| ► Votes              | 6/10             | 9/11,            | 9/11,            | 4/9              | 0                | 5/8,               | 5/8,               | 0                  | 5/7                | 0                  | 5/7                | 3/7                | 3/7                | 0                  | 0               | 6/12,           | 7/11            | 6/12            | 6/10            | 6/10            | 0               | 5/7             | 4/8             | 2/7             | 0               | 1               | 2/9             | 7/9             |
| ▼ Candidats          | Votes            | Votes            | Votes            | Votes            | Votes            | Votes              | Votes              | Votes              | Votes              | Votes              | Votes              | Votes              | Votes              | Votes              | Votes           | Votes           | Votes           | Votes           | Votes           | Votes           | Votes           | Votes           | Votes           | Votes           | Votes           | Votes           | Votes           | Votes           |
| Frédéric             | Tania            |                  |                  |                  |                  | Tania              | Tania              |                    | Rudy               |                    |                    |                    |                    |                    |                 | Tania           | Tania           | Tania           | Esteban         | Esteban         |                 | Tania           | Laura           | Tania           |                 | Nicolas         | Jury final      | Jury final      |
| Tania                | Célia            |                  |                  |                  |                  | Quentin            | Quentin            | [ n 41 ]           |                    |                    | Christine          | Rudy               | Rudy               |                    |                 | Anne-Sophie     | Helena          | Gilles          | Esteban         | Esteban         |                 | Quentin         | Laura           | Quentin         |                 |                 | Jury final      | Jury final      |
| Nicolas              | Célia            |                  |                  |                  |                  |                    |                    |                    |                    |                    | Christine          | Rudy               | Rudy               |                    |                 | Anne-Sophie     | Helena          | Esteban         | Esteban         | Esteban         |                 | Tania           | Laura           | Tania           |                 |                 |                 | Frédéric        |
| Julie                |                  | Emin             | Emin             | Élodie           |                  |                    |                    |                    |                    |                    | Tania              | Tania              | Tania              |                    |                 | Anne-Sophie     | Helena          | Gilles          | Esteban         | Esteban         |                 | Tania           | Laura           | Quentin         |                 |                 | Tania           |                 |
| Quentin              | Célia            |                  |                  |                  |                  | Tania              | Tania              |                    | Rudy               |                    |                    |                    |                    |                    | [ n 42 ]        | Tania           | Tania           | Tania           | Nicolas         | Nicolas         |                 | Julie           | Tania           | Tania           |                 |                 |                 | Frédéric        |
| Laura                | Tania            |                  |                  |                  |                  |                    |                    |                    |                    |                    | Christine          | Tania              | Tania              |                    |                 | Anne-Sophie     | Helena          | Gilles          | Nicolas         | Nicolas         |                 | Tania           | Tania           |                 |                 |                 |                 | Frédéric        |
| Esteban              |                  | Emin             | Emin             | Alexandre        |                  | Tania              | Tania              |                    | Frédéric           |                    |                    |                    |                    |                    |                 | Anne-Sophie     | Helena          | Gilles          | Nicolas         | Nicolas         | Exilé           | Exilé           |                 |                 |                 |                 | Tania           |                 |
| Clémence             | Tania            |                  |                  |                  |                  | [ n 43 ]           | [ n 43 ]           |                    | Rudy               |                    |                    |                    |                    |                    |                 | Julie           | Tania           | Gilles          | Nicolas         | Nicolas         |                 |                 |                 |                 |                 |                 |                 | Frédéric        |
| Gilles               | Célia            |                  |                  |                  |                  |                    |                    |                    |                    |                    | Christine          | Rudy               | Rudy               |                    |                 | Anne-Sophie     | Helena          | Esteban         |                 |                 |                 |                 |                 |                 |                 |                 |                 | Frédéric        |
| Helena               |                  | Emin             | Emin             | Alexandre        |                  | Tania              | Tania              |                    | Rudy               |                    |                    |                    |                    |                    |                 | Julie           | Tania           |                 |                 |                 |                 |                 |                 |                 |                 |                 |                 | Frédéric        |
| Anne-Sophie          |                  | Emin             | Emin             | Alexandre        |                  | Tania              | Tania              |                    | Rudy               |                    |                    |                    |                    |                    |                 | Tania           |                 |                 |                 |                 |                 |                 |                 |                 |                 |                 |                 | Frédéric        |
| Grâce                | Célia            |                  |                  |                  |                  |                    |                    |                    |                    |                    | Christine          | [ n 44 ]           | [ n 44 ]           |                    |                 |                 |                 |                 |                 |                 |                 |                 |                 |                 |                 |                 |                 |                 |
| Rudy                 |                  | Emin             | Emin             | Alexandre        |                  | Clémence           | Clémence           |                    | Anne-Sophie        | [ n 45 ]           | [ n 45 ]           | Tania              | Tania              |                    |                 |                 |                 |                 |                 |                 |                 |                 |                 |                 |                 |                 |                 |                 |
| Christine            |                  | Emin             | Emin             | Élodie           |                  |                    |                    |                    |                    |                    | Tania              |                    |                    |                    |                 |                 |                 |                 |                 |                 |                 |                 |                 |                 |                 |                 |                 |                 |
| Martin               |                  | Emin             | Emin             | Élodie           |                  |                    |                    |                    |                    |                    |                    |                    |                    |                    |                 |                 |                 |                 |                 |                 |                 |                 |                 |                 |                 |                 |                 |                 |
| Benjamin             | Célia            |                  |                  |                  |                  |                    |                    |                    |                    |                    |                    |                    |                    |                    |                 |                 |                 |                 |                 |                 |                 |                 |                 |                 |                 |                 |                 |                 |
| Élodie               |                  | Emin             | Emin             | Rudy             |                  |                    |                    |                    |                    |                    |                    |                    |                    |                    |                 |                 |                 |                 |                 |                 |                 |                 |                 |                 |                 |                 |                 |                 |
| Alexandre            |                  | Emin             | Emin             | Rudy             |                  |                    |                    |                    |                    |                    |                    |                    |                    |                    |                 |                 |                 |                 |                 |                 |                 |                 |                 |                 |                 |                 |                 |                 |
| Emin                 |                  | Christine        | Christine        |                  |                  |                    |                    |                    |                    |                    |                    |                    |                    |                    |                 |                 |                 |                 |                 |                 |                 |                 |                 |                 |                 |                 |                 |                 |
| Célia                | Clémence         |                  |                  |                  |                  |                    |                    |                    |                    |                    |                    |                    |                    |                    |                 |                 |                 |                 |                 |                 |                 |                 |                 |                 |                 |                 |                 |                 |
| Pénalité             |                  |                  |                  |                  |                  |                    |                    |                    |                    |                    |                    |                    |                    |                    |                 | Julie           |                 | Laura           |                 |                 |                 | Tania           | Quentin         | Tania           |                 |                 |                 |                 |
| Pénalité             | Esteban          |                  |                  |                  |                  |                    |                    |                    |                    |                    |                    |                    |                    |                    |                 | Julie           |                 |                 |                 |                 |                 | Tania           | Quentin         | Tania           |                 |                 |                 |                 |
| Vote noir            |                  |                  |                  |                  |                  |                    |                    |                    |                    |                    |                    |                    |                    |                    |                 |                 | Helena          | Gilles          | Esteban         | Esteban         |                 |                 | Tania           | Tania           |                 |                 |                 |                 |

## Résumés détaillés

### 1erépisode
Cet épisode est diffusé le 21 février 2023.
Les vingt nouveaux aventuriers de cette édition se font connaissance sur un bateau. Depuis celui-ci, ils aperçoivent, sur le rivage, un feu de camp. Ils devront le rejoindre en plongeant dans la mer et en parcourant 500 mètres à la nage. Helena, Christine et Anne-Sophie donnent tout pour arriver en tête et c'est finalement Christine qui y parvient. Inversement, Tania, Emin, Alexandre et Quentin éprouvent des difficultés à atteindre la rive et Esteban se propose de les aider.
Les aventuriers se dirigent maintenant vers un second feu en haut de la colline et c'est à cet endroit ci que la première épreuve de la saison les attend. Denis Brogniart leur présente la mythique épreuve du parcours du combattant découpée en deux salves, une avec les femmes, la deuxième avec les hommes. Une épreuve finale déterminera le ou la gagnante parmi les vainqueurs du parcours. Chez les femmes, la combative Grâce est un temps en tête, mais se fait rattraper par Clémence. C'est finalement la belge Helena qui termine en tête. Chez les hommes, c'est Nicolas qui gagne en s'imposant largement. Denis explique que Helena ou Nicolas bénéficiera du pouvoir du feu sacré et pourra se protéger lui-même ou protéger l'aventurier de son choix lors du conseil de sa tribu. En cas de conseil de la tribu adverse au détenteur, celui-ci y assistera et devra désigner systématiquement un aventurier. Pour l'épreuve finale, Helena et Nicolas devront traverser un parcours de plots en reliant deux plots avec une planche, en trouvant la bonne dimension pour faire tenir la planche sur deux plots. Nicolas arrive au bout et reporte le talisman du feu sacré.
Denis annonce par la suite que les gagnants Helena et Nicolas pourront constituer leurs équipes respectives. Mais avant cela, les vingt candidats se feront plus ample connaissance en passant l'après-midi et la nuit tous ensemble sur une île, permettant à Helena et Nicolas de choisir leurs coéquipiers. Ils n'auront d'ailleurs aucune ration de riz.
Sur l'île, Nicolas trouve des noix de coco et Quentin, le point d'eau. Ce dernier, charpentier de métier, prend en charge la construction de la cabane. Alexandre pense déjà à d'éventuelles stratégies notamment celle de faire sortir Helena, la trouvant un peu trop prétentieuse, fait que partage d'autres aventuriers. Une pluie battante s'abat dans la nuit.
Avant l'épreuve d'immunité, la constitution des tribus a lieu. Nicolas choisit Grâce, Frédéric, Quentin, Gilles, Clémence, Laura, Benjamin, Tania et Célia et seront les jaunes (les Paniman). Helena choisit quant à elle comme futurs rouges (les Tinago), Esteban, Rudy, Christine, Martin, Julie, Élodie, Emin, Alexandre et Anne-Sophie.
Pour l'immunité, il faut placer 3 boules sur des emplacements d'une palissade, en récupérant les boules dans des sacs qu'il faut détacher rapidement. Les rouges remportent la victoire et le totem d'immunité, les jaunes vivront leur premier conseil. Les rouges ont également le choix de l'emplacement de leur camp et choisissent une nouvelle île, les jaunes repartent sur l'île initiale.
Élodie, chez les rouges, trouve le point d'eau, et le suisse Martin fait le feu. Chez les jaunes, la doyenne Célia se sent clairement en danger et cherche activement un collier d'immunité. Tania et Benjamin, les plus jeunes du groupe, se sentent également sur la sellette. Célia essayera par la suite de bluffer en faisant croire qu'elle a trouvé une arme stratégique.
Lors du conseil des Paniman, Nicolas utilise le talisman pour lui-même et Célia est sans surprise éliminée avec 6 voix contre elle, 3 contre Tania et 1 contre Clémence.

### 2eépisode
Cet épisode est diffusé le 28 février 2023.
Les deux tribus commencent déjà à souffrir de la faim après seulement quelques jours d'aventure.
Avant l'épreuve, le talisman du feu sacré est remis en jeu et Denis explique à Nicolas, le détenteur, que si son équipe jaune gagne l'épreuve, il pourra conserver le talisman, mais si les rouges gagnent, Nicolas devra le transmettre à l'un ou l'une d'entre eux.
Le jeu de confort consiste à traverser un parcours aquatique et à briser un maximum de cibles en relais. Élodie ne participe pas chez les rouges par souci d'équité. Les rouges l'emportent notamment grâce à un Rudy qui a réussi à s'imposer et Nicolas transmet le talisman à celui-ci. Les rouges repartent avec un kit de pêche au grand dam d'Alexandre qui aurait préféré une ration de riz.

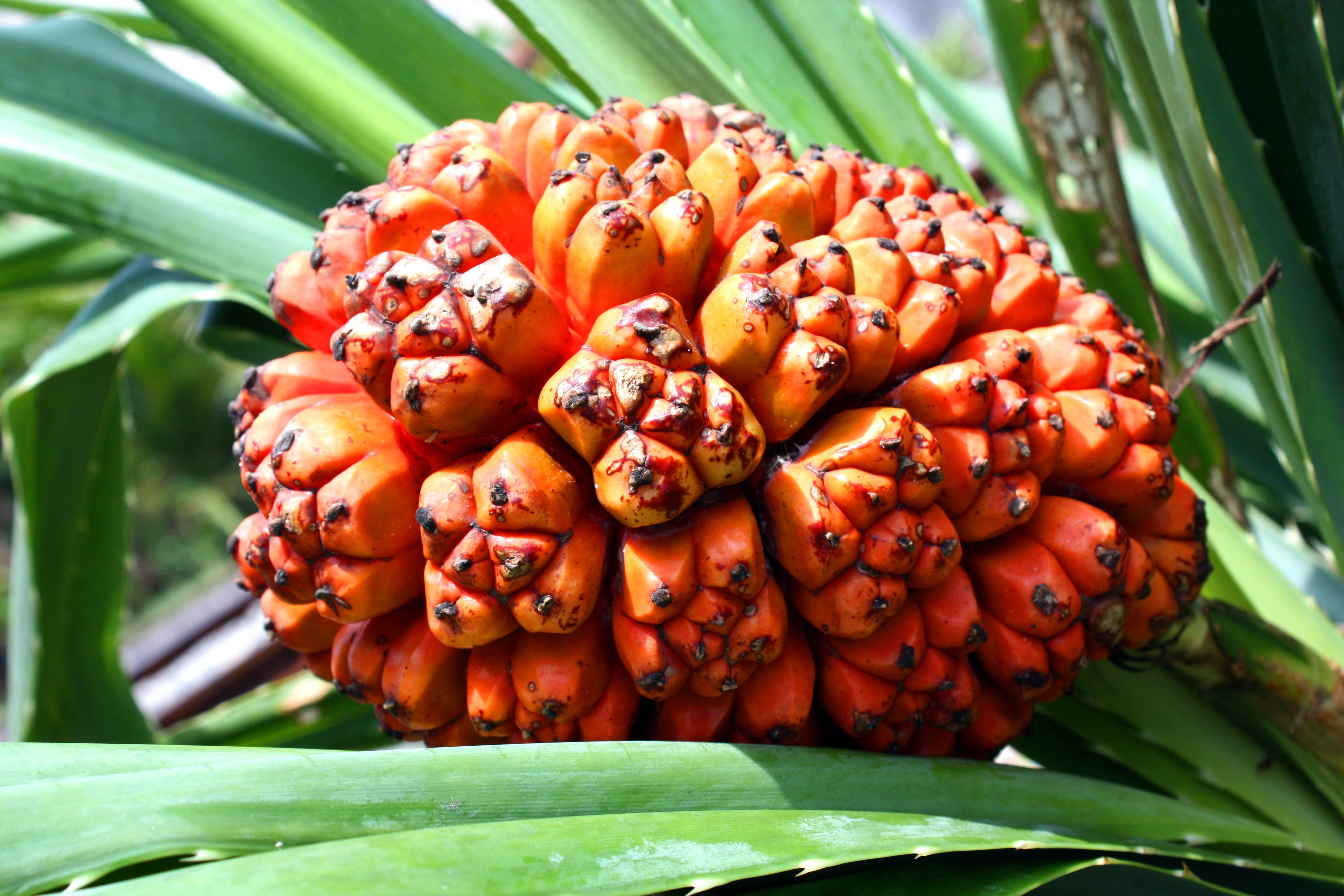
Une variété de fruit de pandanus, fruit auquel des aventuriers de la tribu jaune se sont intoxiqués.

Chez les rouges, Rudy et Élodie se servent du précieux kit, mais n'extraient qu'un tout petit poisson. Chez les jaunes, Tania et Benjamin sont rassurés que Rudy, avec qui ils ont des affinités, détient le talisman car ce dernier pourrait protéger un d'entre eux au conseil s'ils s'y rendent. Les jaunes font cuire un fruit en pensant qu'il s'agit d'un fruit d'arbre à pain, alors que c'est un fruit de pandanus d'une variété non comestible. Plusieurs d'entre eux, comme Quentin, s'intoxiquent du fait des propriétés irritantes du fruit.
L'épreuve d'immunité est la mythique épreuve des flambeaux, et le tirage de la boule noire désigne une nouvelle fois Élodie. Malgré la bonne coordination des rouges, les jaunes l'emportent quand même et repartent sur le camp avec le totem.
Les jaunes sont heureux mais Quentin a remarqué que Tania a glissé discrètement à Rudy qu'elle est en danger. Il le fait parvenir à son équipe et des tensions apparaissent. L'ambiance chez les rouges est mauvaise et Martin s'énerve. Helena est un temps ciblée de par son côté arrogant mais la jeune Belge est tout de même considérée comme méritante. Le choix se tourne alors vers Emin. Le chef d'entreprise et doyen de la saison apprend qu'il est menacé et part à la recherche d'un collier ou d'une arme stratégique et trouve finalement un double vote.
Au conseil, Rudy utilise son talisman pour lui-même et l'arme de double vote qu'Emin dirige sur Christine se montre inutile car ce dernier se retrouve éliminé à l'unanimité.

### 3eépisode
Cet épisode est diffusé le 7 mars 2023.
Sur leurs camps, les aventuriers découvrent deux plateformes en bois qui serviront d'entraînement pour l'épreuve de confort à venir. Chez les rouges, Martin se blesse dans l'eau pendant l'entraînement. Chez les jaunes, certains reprochent au jeunes Tania et Benjamin d'être inactifs sur le camp. Chez les rouges, le kit de pêche leur permet un bon repas mais Élodie oublie de vider les poissons et les fait tomber par inadvertance dans les cendres, tout le monde se plaint de la cuisson.

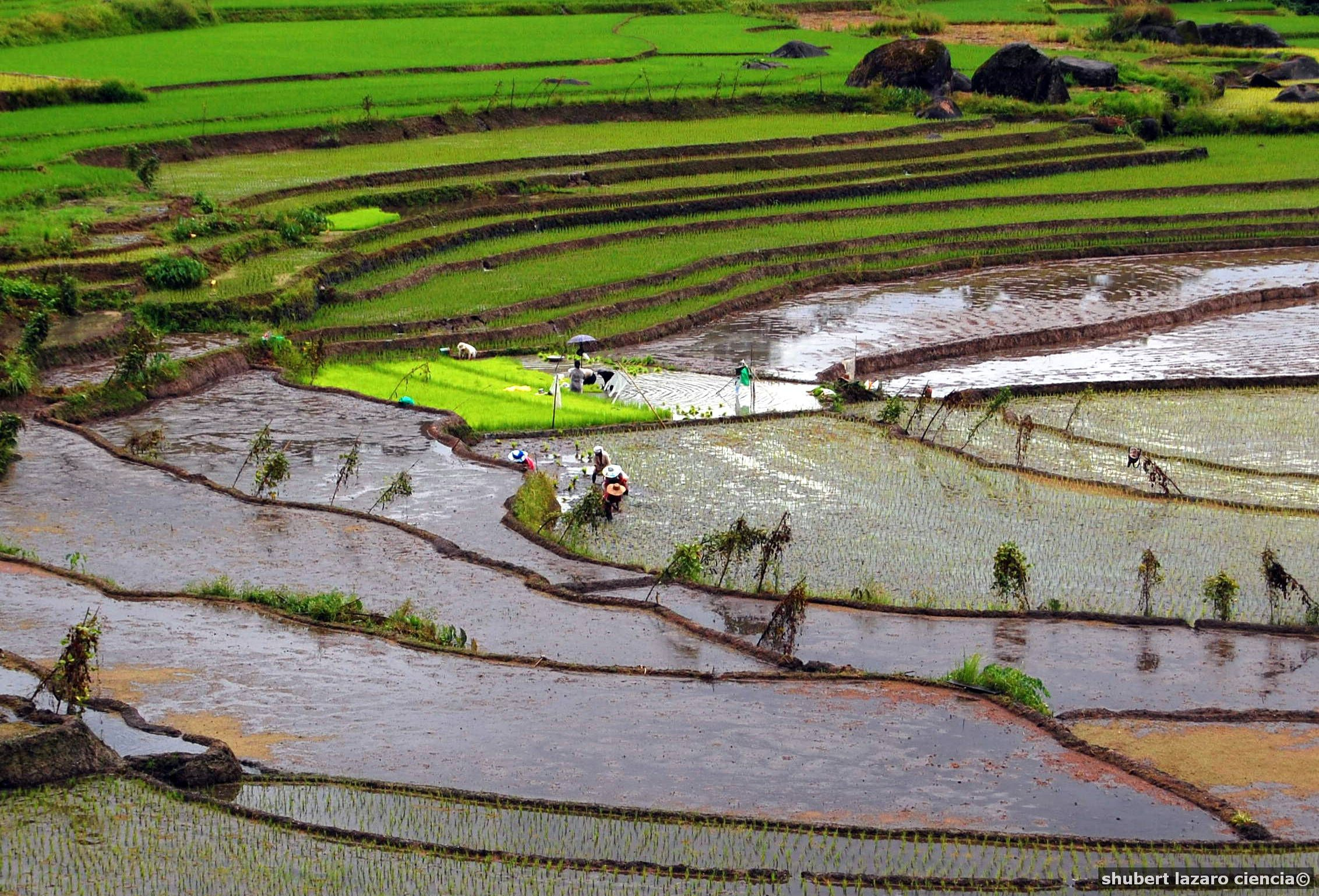
Les jaunes (Paniman) ont pu récolter du riz dans une des nombreuses rizières des Philippines.

Avant l'épreuve, le talisman est remis en jeu. En récompense du jeu de confort, l'équipe gagnante pourra bénéficier de 3 kilos de riz et découvrir une rizière des Philippines avec des producteurs locaux. Lors du tirage de la boule noire chez les rouges, Anne-Sophie ne participe pas. Problème, celle-ci a été désignée comme équilibriste. Chez les jaunes, c'est Gilles qui ne participe pas. L'épreuve consiste donc à déplacer les deux plateformes de sorte à amener l'équilibriste de l'équipe, à savoir Martin chez les rouges et Grâce chez les jaunes, sur une plateforme finale. Les jaunes l'emportent et les rouges échouent par les nombreuses chutes de Martin qui peinait à trouver l'équilibre.
À la suite de cela, Rudy choisit son alliée Tania pour lui transmettre le talisman.
Les rouges sont dépités, leur feu est à moitié éteint et Martin n'a plus le moral. Les jaunes profitent de leur confort dans la rizière. Chez les rouges, Élodie et Alexandre se sentent en danger et ce dernier trouve du manioc en cherchant le collier. Les jaunes savourent leur riz en rentrant de leur confort.
Pour l'épreuve d'immunité, il faut reconstituer une pieuvre à l'aide de 11 cordes mais il faut extraire la table d'assemblage au fond de l'eau. Lors du tirage de la boule noire, Frédéric des jaunes ne participe pas et Élodie non plus chez les rouges pour la troisième fois. Les jaunes ramènent leur table en premier et prennent de l'avance. Ils gagnent malgré la remontée des rouges, qui partent au conseil. Denis annonce à Tania qu'avec son talisman elle va pouvoir donner son pouvoir à un des rouges en assistant à leur conseil.
Les Paniman tentent d'influencer Tania sur son choix au conseil des rouges. Grâce lui fait comprendre que si elle sauve Rudy, elle se mettra en danger. Ils pensent également que Tania peut se faire manipuler facilement par les rouges. Chez les Tinago, Élodie est anxieuse car elle pense que ses coéquipiers vont la mettre sur la sellette et s'agace de tirer presque tout le temps la boule noire et de ne rien pouvoir prouver à l'équipe en termes de capacités physiques sur les épreuves. Elle décide par la suite de bluffer en faisant croire qu'elle a trouvé un collier d'immunité. Une fois arrivée chez les rouges, Tania se concerte avec l'ensemble d'entre eux pour savoir à qui elle transmettra le talisman.
Au conseil des Tinago, Tania décide finalement de donner son pouvoir de talisman à Christine, que les jaunes pensent à tort affaiblie, au lieu de sauver Rudy initialement prévu. C'est cependant le stratège Alexandre qui se retrouve éliminé avec quatre voix contre lui, trois contre Élodie et deux contre Rudy.

### 4eépisode
Cet épisode est diffusé le 14 mars 2023.
De retour chez les Paniman à la suite du conseil des Tinago, Tania rayonne. La jeune diététicienne à pu attirer les faveurs des jaunes en sauvant Christine comme ils lui avaient demandé, pensant à tort l'éducatrice canine affaiblie. Les jaunes sont cependant étonnés de l'élimination d'Alexandre.
Denis annonce que l'épreuve à venir sera individuelle et éliminatoire. Celui ou celle qui finira premier ou première bénéficiera du talisman du feu sacré tandis que le dernier sera éliminé sur le champ. L'épreuve consiste à allumer un feu le plus rapidement possible avec plusieurs matériaux (bois, ...) pour permettre d'embraser une cordelette et faire tomber une noix de coco accrochée à celle-ci. Gilles parvient rapidement à allumer son feu et à brûler sa corde. La noix de coco tombe et l'agriculteur devient détenteur du talisman. Il est suivi respectivement de Clémence, de Tania, de Grâce, de Nicolas, de Laura, de Benjamin, de Frédéric, d'Anne-Sophie (la première rouge qualifiée jusque-là), de Martin, d'Helena, de Quentin, de Julie, d'Esteban et de Rudy. Tout se joue à la fin avec Élodie et Christine. Christine arrive à rattraper son retard, et sa noix de coco tombe, faisant éliminer la belge Élodie.
Denis annonce à Gilles, le gagnant du jeu, qu'en plus de détenir le talisman, il devient également le premier membre de sa tribu recomposée. Il doit désigner aussi un adversaire qui composera les deux tribus avec lui, et choisit Rudy. Après refonte des équipes, celles-ci sont composées de Gilles, Grâce, Laura, Christine, Julie, Nicolas, Benjamin et Martin pour les jaunes (Paniman) et de Rudy, Clémence, Tania, Helena, Anne-Sophie, Frédéric, Quentin et Esteban pour les rouges (Tinago).
Sur le camp jaune, Grâce s'agace de l'arrivée de Martin et chez les rouges, les ex-jaunes Clémence, Frédéric et Quentin sont inquiets de voir Rudy et Tania dans la même tribu. Benjamin est ravi de pouvoir utiliser le kit de pêche, et part à la pêche en compagnie de Nicolas. En cherchant de la nourriture chez les rouges, Rudy trouve une arme stratégique de détournement de vote, et décide de prévenir son allié Esteban de cette trouvaille. Mais en parallèle, Frédéric essaie de rallier Helena et Anne-Sophie en plus des ex-jaunes pour faire sortir Rudy.
L'épreuve d'immunité consiste à ramener en apnée des pierres immergées dans l'eau en relais. Laura et Martin triomphent chez les jaunes et leur apporte la victoire et le totem. Les rouges partent au conseil.
Chez les rouges, place aux stratégies. Rudy souhaite utiliser son arme secrète en détournant le vote d'un des trois ex-jaunes. Certains rouges de base comme Helena et Anne-Sophie pensent que Rudy a une arme et décident de diriger leurs votes sur Tania. Gilles et son talisman arrive chez les rouges et s'étonnent que les ex-jaunes se soient alliés à des rouges. Pendant ce temps là chez les Paniman, le jeune marseillais Benjamin souffre d'une oreille et appelle les médecins. Il sera emmené en observation.
Lors du conseil des Tinago, Rudy annonce détenir une arme de détournement de vote et décide de l'utiliser contre Clémence, ex-jaune, en la privant de vote. Gilles décide de donner le pouvoir du talisman à son allié ex-jaune Quentin ce qui annule la voix de Tania contre lui et Tania se retrouve éliminée à 5 voix. Les 2 voix sur Clémence sont dues au double vote de Rudy.

### 5eépisode
Cet épisode est diffusé le 21 mars 2023.
Les deux tribus découvrent sur leurs camps respectifs de quoi fabriquer un radeau de fortune qui leur servira pour l'épreuve de confort. Chez les rouges, la construction du radeau semble compliquée car au premier essai, celui-ci coule. Benjamin est de retour chez les jaunes mais ne peut plus aller sous l'eau pendant une semaine sur ordre des médecins.
Place au jeu de confort sous une pluie battante où il faut attraper le drapeau de l'équipe adverse en évoluant sur les fameux radeaux en deux manches plus une belle en cas d'égalité. Christine tire la boule noire chez les jaunes et ne joue pas. Il y a égalité et lors de la troisième manche, les jaunes prennent une grande avance mais à quelques secondes de la victoire, leur radeau heurte le ponton et se brise donnant la victoire aux Tinago qui pourront dévorer quatre poulets rôtis. À la suite de cela, Gilles doit transmettre le talisman du feu sacré à Frédéric.
Les rouges profitent de leurs poulets rôtis, tandis que Benjamin chez les jaunes se sent à bout de force et annonce à sa tribu qu'il souhaite quitter l'aventure. Denis arrive chez les jaunes et ne manque pas de rappeler à Benjamin que ceux qui ont décidé de quitter Koh-Lanta l'ont regretté mais Benjamin confirme que sa décision est définitive. Nouveauté cette année, les abandons volontaires sont désormais remplacés au même titre que les abandons médicaux. Tania, dernière éliminée, fera son retour chez les jaunes qui ne cachent pas leur mécontentement.
Lors de l'épreuve d'immunité, Denis annonce le départ de Benjamin et le retour de Tania chez les jaunes. Esteban chez les rouges ne jouera pas comme Christine et Laura chez les jaunes. Les équipes sont au coude à coude sur une épreuve d'adresse mais cela se termine par une victoire des jaunes pour la deuxième fois consécutive.
Les rouges encaissent mal leur défaite et Anne-Sophie se sent particulièrement en danger. Frédéric propose à celle-ci et à Helena de voter contre Rudy. Tania est ravie de revenir chez les jaunes. Rudy joue son va-tout en faisant croire qu'il a un collier chez les rouges.
Au conseil des Tinago, Frédéric protège Quentin avec le talisman et le joueur Rudy, dont le bluff ne prend pas, se retrouve éliminé avec 5 voix contre lui, 1 voix contre Frédéric et 1 contre Anne-Sophie.

### 6eépisode
Cet épisode est diffusé le 28 mars 2023.
Chez les jaunes, Tania essaie de s'intégrer un maximum après son retour et apprend à connaître d'avantage Julie et Christine en cherchant du bois. Cette dernière veux même tenter de la rallier aux ex-rouges. Chez les rouges, Esteban se sent bien seul après le départ de son allié Rudy. Ses coéquipiers se sont cependant offusqués contre lui lorqu'il a affirmé lors du conseil n'être qu'à 45% de ses capacités.
L'épreuve de confort a lieu et Denis explique que l'équipe qui la gagne disputera une épreuve individuelle le lendemain. Celui ou celle qui remportera cette épreuve individuelle obtiendra le talisman. Le confort à remporter est un séjour à l'hôtel avec repas, douche, massage et nuit dans un lit. Christine et Laura tirent la boule noire et ne jouent pas. Le principe de l'épreuve est d'aller chercher une malle appartenant à l'équipe adverse et la ficeler à l'aide d'une corde puis, avec cette malle, passer un obstacle, l'ouvrir et fabriquer des perches avec ce qu'il y a à l'intérieur. Les perches servent à récupérer des anneaux en hauteur. Les jaunes, malgré la souffrance de Martin qui s'est blessé à la cheville, l'emportent. Les rouges, quant à eux, sont désabusés d'encaisser une nouvelle défaite sur un confort.
Les jaunes sont aux anges en profitant de leur confort dans l'hôtel. Martin a cependant toujours mal à la cheville. Chez les rouges, Clémence se plaint de douleurs au ventre et prévient le médecin qui décide de l'emmener pour la surveiller.
Pour l'épreuve individuelle des Paniman, le ou la première à empiler six boules les unes sur les autres en étant en équilibre sur une poutre remporte le talisman. Martin ne pourra pas jouer sur décision médicale. Gilles et Laura sont au coude à coude avec cinq boules mais c'est l'agriculteur qui parvient à placer sa sixième boule et peux donc bénéficier une nouvelle fois du talisman du feu sacré.
Chez les rouges, Quentin et Esteban cherchent un collier ou une arme secrète. Quentin finira par trouver un collier d'immunité qui ne pourra être utilisé que jusqu'au conseil de la réunification. Clémence fera son retour de l'infirmerie le lendemain.
L'épreuve d'immunité est annoncée, et Denis annonce que Martin, à cause de sa cheville, doit abandonner le jeu sur décision médicale. Il sera donc remplacé par Rudy, le dernier éliminé en date. Pour l'équité, Julie et Grâce chez les jaunes et Quentin chez les rouges ne joueront pas. C'est très serré entre les deux équipes mais les rouges l'emportent, notamment grâce à une remontée d'Esteban et Denis annonce aux jaunes que leur conseil aura lieu sur le champ. Lors de ce conseil immédiat, Gilles garde son talisman pour se protéger et Christine, qui agaçait dernièrement les jaunes par des remarques incessantes sur le camp, est éliminée avec 5 voix contre elle et 2 contre Tania.

### 7eépisode
Cet épisode est diffusé le 4 avril 2023.
Denis Brogniart débarque sur le camp des jaunes en compagnie de Rudy. Ceux-ci voient ce retour d'un mauvais œil, d'autant que Rudy décide de se lancer illico dans la recherche d'un collier ou d'une arme stratégique.
L'épreuve de confort est un classique, celui des élastiques. Les aventuriers de chaque tribu sont reliés à un élastique qu'il faut tendre pour récupérer une série de témoins. Julie tire la boule noire chez les jaunes et ne joue pas. La récompense : du calamar, des crustacés, des nouilles cuisinées à la méthode philippine entre autres. Les jaunes gagnent grâce notamment à la dextérité de Gilles placé tout devant pour attraper les témoins.

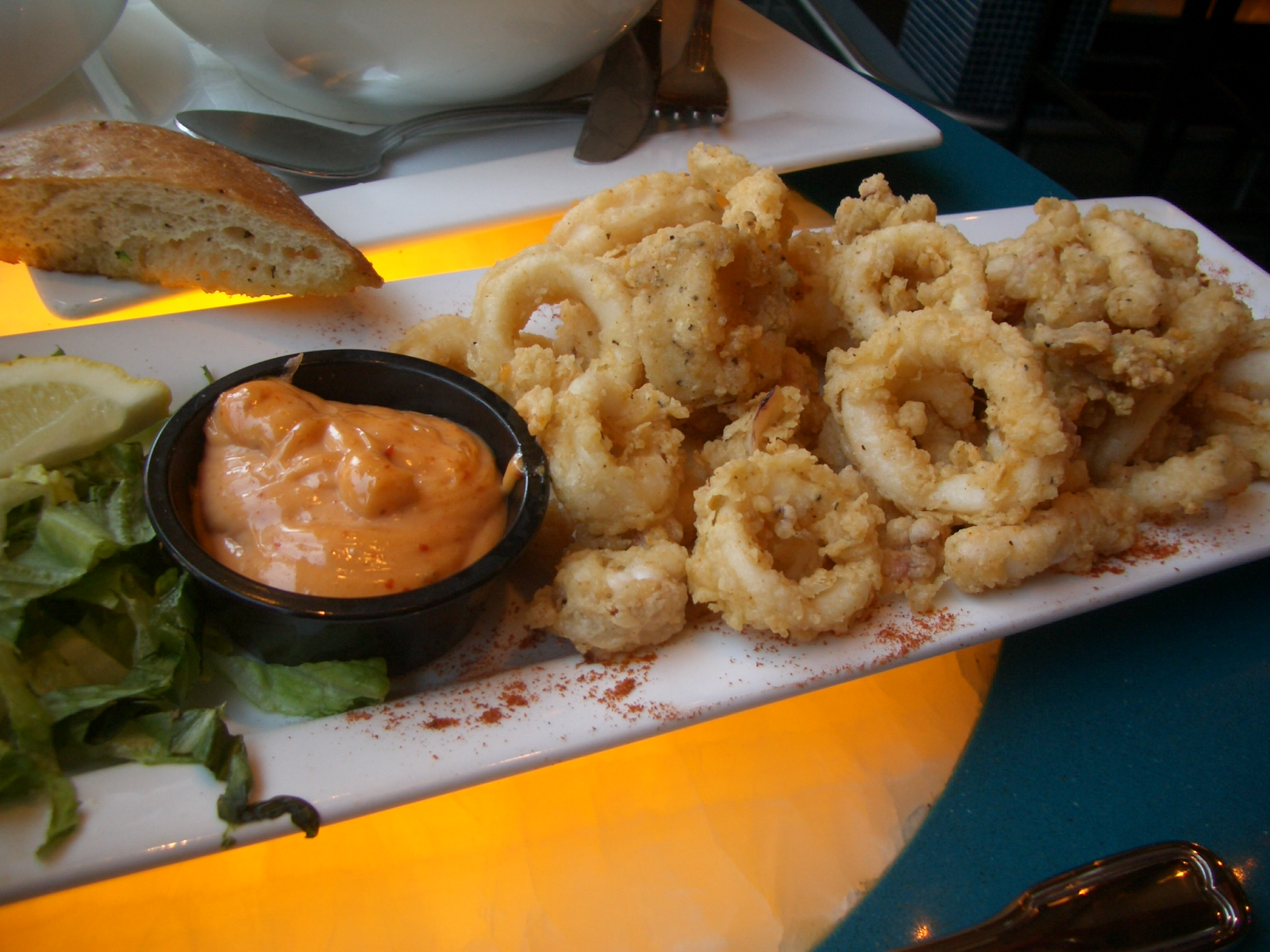
Plat à base de calamar, un des mets dont les jaunes ont pu profiter lors de leur confort.

L'ambiance rouge est particulièrement mauvaise. Certains membres, comme Frédéric, Quentin ou Helena reprochent à Esteban et Anne-Sophie d'avoir été inactifs lors de l'épreuve des élastiques. La professeure de zumba n'apprécie pas ces remarques et préfère s'isoler en pêchant des crabes. Chez les jaunes l'ambiance est à la fringale. Gilles déclare profiter du moment en dévorant tout ce qu'il trouve devant lui. Rudy profite de ce confort pour s'intégrer aux jaunes. Chez les rouges, Helena préfère trouver du manioc plutôt que de la canne à sucre pour éviter toute éventuelle carie aux dents dues au sucre. En rentrant du confort, Rudy ne perd pas de vue qu'en tant que dernier arrivé, il se sent comme étant l'homme à abattre et décide de chercher activement un collier ou une arme. Mais pendant sa longue recherche en forêt, trop longue aux yeux de l'ensemble des jaunes, celui-ci s'isole du groupe. Cependant, Rudy finira par trouver une arme de détournement de vote.
Le principe de l'épreuve d'immunité est de parvenir à reconstituer un puzzle en forme de tortue avec des pièces de bois de différentes formes, pièces mises en sacs qui faudra récupérer au préalable en hauteur. La tortue des rouges sera reconstituée avant celle des jaunes qui devront partir au conseil.
La victoire des rouges ne fait pas les affaires du stratège Rudy. Celui-ci décide alors de révéler à l'ensemble des jaunes qu'il détient bien une arme de détournement de vote, plus un indice permettant de dénicher un collier d'immunité. Indice qu'il ne dispose absolument pas car, en allant plus loin dans la ruse, Rudy leur montre le petit carquois auquel se trouvait son premier détournement de vote (celui qu'il a trouvé lors du 4e épisode chez les rouges en l'utilisant contre Clémence) en leur disant que l'indice sur l'emplacement du collier s'y trouve à l'intérieur. Le bluff semble prendre sur tout le monde sauf sur Gilles qui déclare se méfier de ces révélations.
Lors du conseil des Paniman, Rudy joue bel et bien son arme en privant Grâce de vote. Gilles dispose du talisman et l'utilise pour sauver Tania, qu'il pense en danger. Rudy se retrouve éliminé avec 3 voix contre lui contre les 4 voix de Tania (à savoir le double vote de Rudy et les votes de Julie et Laura orientés contre elle) qui ont été annulées grâce au talisman de Gilles.

### 8eépisode
Cet épisode est diffusé le 11 avril 2023 et constitue la première partie de l'épisode de la réunification.
Chez les jaunes, Gilles est ravi d'avoir pu sauver Tania grâce au talisman et d'avoir pu éliminer le dangereux Rudy. Il sait que la jeune diététicienne lui est redevable pour la suite de l'aventure.

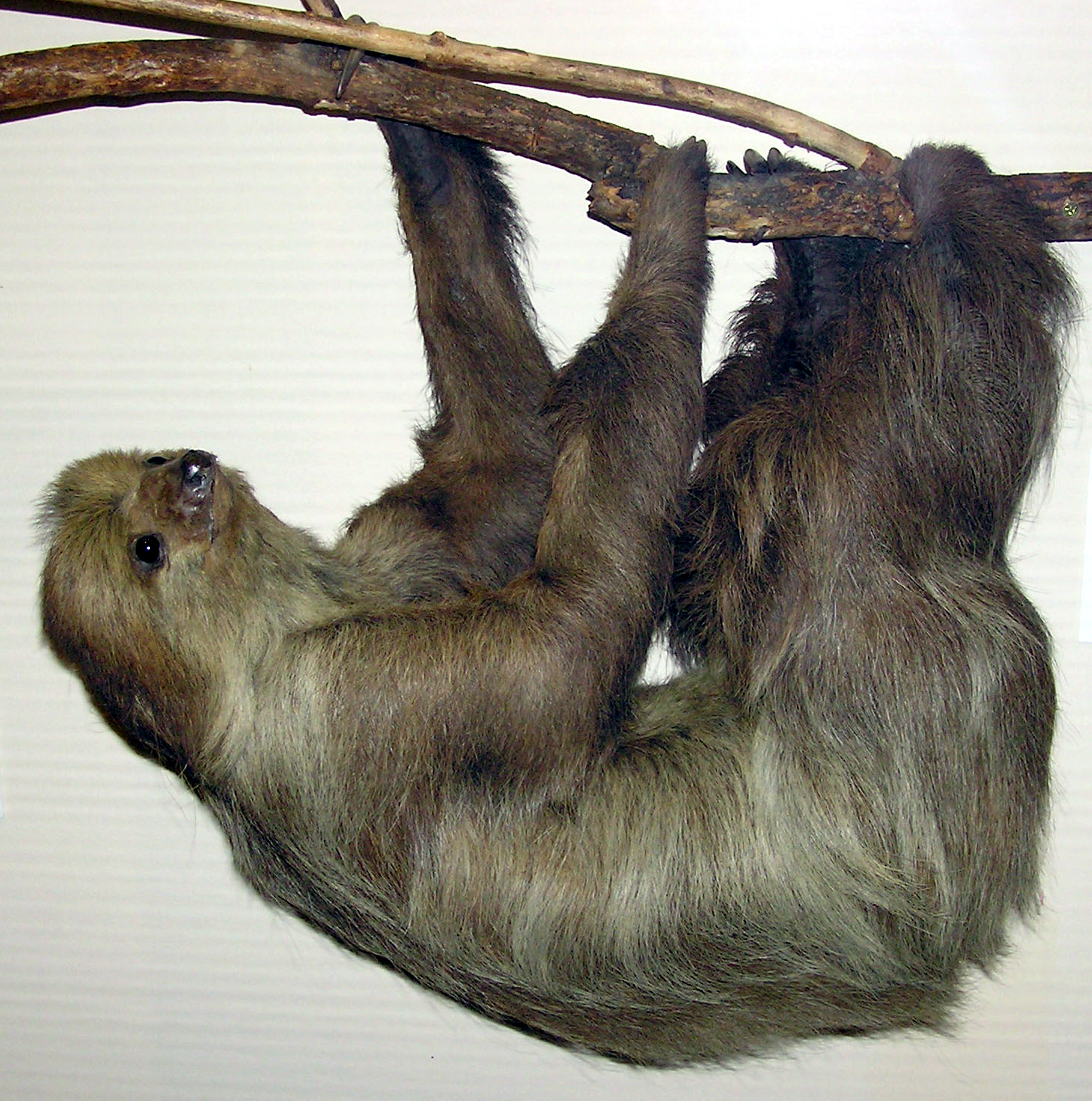
Pour le jeu de confort, les aventuriers doivent rester en équilibre à l'image de ce paresseux.

L'épreuve de confort a lieu et c'est la mythique épreuve des paresseux où les aventuriers doivent rester accrochés le plus longtemps possible à un rondin de bois à la seule force de leurs bras et de leurs jambes. Celui qui tient le plus longtemps sur le rondin pour faire bénéficier sa tribu d'un délicieux hamburger. Des frites sont aussi à gagner seulement les deux derniers aventuriers encore suspendus sont de la même tribu. Tania tombe la première au bout de 11 minutes et est suivie par Esteban. Quentin, qui s'est bloqué le dos, stoppe au bout de 17 minutes, suivi de Grâce et d'Anne-Sophie. Gilles lâche au bout de 40 minutes d'effort, puis Laura ensuite. Le reste des aventuriers doivent par la suite rester absolument figés dans une seule position ce qui complique la tâche. Clémence lâche après 1 heure et 33 minutes, suivie de Nicolas puis Frédéric à 1 heure 38 minutes. La victoire revient à Helena face à Julie avec une résistance d'1 heure et 48 minutes. Helena et le reste des rouges gagnent donc les précieux burgers sans les frites cependant.
Les Tinago dégustent avec ferveur leurs hamburgers obtenus grâce à Helena. Mais en parallèle, ils doivent désigner un ambassadeur rouge en vue de la réunification. Chez les jaunes, c'est Grâce qui est désignée à l'unanimité malgré la volonté de Nicolas d'y aller. Chez les rouges, ce sera Quentin qui fait part au reste de l'équipe que c'est un rêve pour lui d'y être. En prenant conscience qu'il risque l'élimination en cas de recours au tirage au sort, Quentin décide de révéler à son allié Frédéric qu'il a un collier et le lui donne. Il lui demande également de lui rendre en cas de retour dans l'aventure.
Pendant que Grâce et Quentin se rencontrent au rendez-vous des ambassadeurs avec Denis, le reste des aventuriers se retrouvent tous ensemble et Nicolas est ravi que l'alliance des quatre ex-jaunes mis en place au début du jeu, à savoir Nicolas, Frédéric, Gilles et Quentin, est toujours de mise. Chez les ambassadeurs, Grâce évoque les noms d'Anne-Sophie et d'Esteban pour qui elle reproche la fourberie de la première et la mollesse du deuxième. Quentin s'appuie plus sur le nom de Tania mais Grâce ne comprend pas le choix de Quentin de sauver tout pris Anne-Sophie et Esteban, deux ex-rouges, alors que lui-même se sent ex-jaune. Les négociations s'éternisent et vient alors le recours au tirage au sort où Grâce tire la boule blanche et continue l'aventure et Quentin la boule noire synonyme d'élimination.

### 9eépisode
Cet épisode est diffusé le 18 avril 2023 et constitue la seconde partie de l'épisode de la réunification.
Les deux ambassadeurs, Quentin et Grâce, rejoignent leurs coéquipiers après leur longue discussion sans issue concrète. Grâce déclare ne pas avoir hésité une seule seconde et lance, devant Esteban et Anne-Sophie, qu'elle aurait été prête à mettre un de leurs noms afin de conserver l'alliance jaune. Ils leurs annoncent qu'ils n'ont pu trouver d'accord et qu'ils se sont rendus au tirage de boules, ce à quoi Quentin annonce son élimination après avoir tiré la mauvaise.
Après une forte émotion sur le camp à la suite du départ de Quentin, Denis arrive sur le camp réunifié pour raccompagner le jeune charpentier mais Grâce demande à prendre la parole devant tout le monde et annonce son intention de quitter l'aventure. Elle justifie son choix de par le manque important de sa famille et qu'elle était prête à tirer la boule noire aux ambassadeurs pour la retrouver. De ce fait, c'est le dernier éliminé, à savoir Quentin, qui réintègre le jeu pour pallier l'abandon de Grâce. C'est aussi la première fois dans l'histoire de Koh-Lanta qu'un ambassadeur laisse sa place à un autre.
Ce retournement de situation profite à l'alliance "puissance 4" qui récupère Quentin. Ce dernier va donc récupérer le collier d'immunité qu'il avait amicalement confié à Frédéric au cas où il ne reviendrait pas. Par la suite, Nicolas fera un léger malaise sur le camp dû notamment au manque de nourriture. Il s'en remettra rapidement.
La toute première épreuve en individuel a lieu et c'est celle des grappins avec lesquels il faut ramener trois palets dans le sable à soi. Clémence est la première à ramener ses palets et gagne le totem d'immunité. La dernière place se joue entre Tania et Julie et c'est la footballeuse qui l'écope et qui doit inscrire son nom sur un bulletin pour le conseil du soir.
De retour sur le camp, Julie se sent en danger du fait de son vote supplémentaire et a également honte de sa contre-performance lors de l'épreuve.
Denis Brogniart ouvre le conseil du soir en offrant à l'ensemble des aventuriers encore en course, 3 kilos de riz. Quentin doit obligatoirement jouer son collier d'immunité car celui-ci arrive à expiration au conseil de la réunification. Helena, qui est la dernière à obtenir le talisman, le garde pour se protéger et Anne-Sophie, qui était dernièrement désignée, est éliminée par 6 voix contre elle, contre 3 pour Julie et 3 pour Tania. Anne-Sophie, très déçue par ses camarades, devient la première membre du jury final et confie son vote noir à Julie, bien que cette dernière ait voté contre elle.

### 10eépisode
Cet épisode est diffusé le 25 avril 2023.
L'alliance "puissance 4", composée de Frédéric, Nicolas, Gilles et Quentin, est ravie de l'efficacité de leur alliance secrète. Nicolas déclare que cette alliance est de bon augure pour la suite de l'aventure.
Pour l'épreuve de confort, les aventuriers doivent traverser un parcours de quatre étapes en transportant sur leurs dos un sac de 5 kilos pour les hommes et 3 kilos pour les femmes. Les deux éliminés de chaque manche devront chacun désigner un aventurier restant en le lestant de leur sac. Le gagnant ou la gagnante pourra découvrir la faune et la flore des Philippines en compagnie de deux guides ainsi qu'un repas.
Esteban et Tania sont les premiers éliminés au terme de la première manche. Esteban transmet son sac de 5 kilos à Frédéric et Tania son sac de 3 kilos à Quentin avec qui elle a le moins d'affinités. Lors de la deuxième manche, Nicolas la remporte et Gilles et Laura sont éliminés. Gilles donne son sac à Clémence et Laura donne le sien à Nicolas. La troisième étape est remportée par Quentin et Frédéric et Clémence sont éliminés et donnent leurs sacs à Helena et Julie afin d'équilibrer les charges avec Quentin et Nicolas.
La finale oppose donc Quentin, Nicolas, Helena et Julie et c'est Quentin qui termine en tête et gagne le confort. Denis lui propose de choisir un aventurier de son choix avec qui partager sa récompense, il choisit son grand allié Frédéric.
Après l'épreuve, Helena estime qu'il y a eu un manque de galanterie lors de la transmission des sacs. Même son de cloche pour Tania qui partage le même avis. Quentin et Frédéric profitent à fond de leur confort et découvrent, avec deux locaux, la préservation des coraux lors d'une séance de plongée sous-marine. Après cette expérience enrichissante, les deux aventuriers dégustent un énorme poisson charnu. Sur le camp réunifié, la marée est montée très haut et des affaires personnelles, comme une casquette ou des chaussettes sont emportés par la mer.
L'épreuve d'immunité est une épreuve de résistance où les aventuriers doivent se tenir en équilibre en position de l'étoile entre deux panneaux de bois, les pieds posés sur des taquets étroits. Après quelques minutes de jeu, Denis annonce à l'ensemble des candidats que ces derniers peuvent quitter l'épreuve des panneaux s'ils le souhaitent pour se confronter à un mini parcours sur la plage et ainsi remporter un collier d'immunité valable pour le conseil du soir uniquement. Gilles remporte ce collier face à Frédéric, Tania et Esteban et assure sa tranquillité au conseil. Pour l'épreuve des panneaux, c'est Clémence qui reste le plus longtemps face à Helena, ce qui permet à la Charentaise de remporter le totem une seconde fois consécutive.
De retour sur le camp, Clémence est ravie de repartir une seconde fois avec le totem à la main, tout comme Gilles avec son collier. Toutefois les tractations reprennent, Helena qui se sent en danger, supplie Gilles, les yeux dans les yeux, de ne pas mettre son nom au conseil.
Lors du conseil, Gilles garde son collier pour lui-même. Tania et Helena sont les plus menacées et c'est la kinésithérapeute Belge qui se retrouve éliminée avec 7 voix contre elle, contre 4 voix pour Tania. Très surprise des votes, Helena, qui estime ne pas mériter l'élimination, demande des explications, notamment envers Gilles qui a tout de même voté contre elle. Avant de partir, elle transmet son vote noir à Clémence.

### 11eépisode
Cet épisode est diffusé le 2 mai 2023.
Au sein de la résidence du jury final, Helena, qui retrouve Anne-Sophie, lui fait part de sa profonde déception et lui confie avoir été trahie par plusieurs personnes notamment par Gilles. Sur le camp réunifié au lendemain du conseil, les candidats sont invités à s'entrainer au tir à l'arc en vue du prochain jeu de confort.

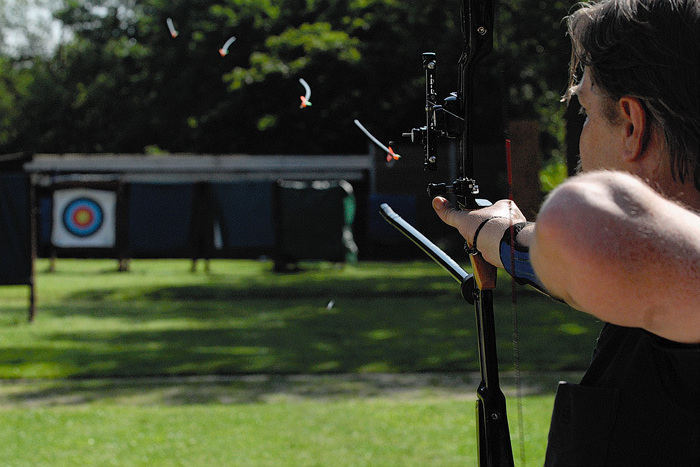
Les aventuriers ont dû s'affronter sur une épreuve de tir à l'arc.

Lors du jeu de confort, les candidats s'affrontent au tir à l'arc en vue d'une double récompense : une nuit en escapade, repas avec porc à l’ananas, riz frit et flan coco au caramel au menu et un appel aux proches. Mais les gagnants de chaque manche doivent éliminer un autre candidat de leur choix. À l'issue du jeu, Gilles remporte la final face à Quentin et décide de partager la récompense avec Nicolas.
Le jeu de confort a été éprouvant émotionnellement pour les candidats qui en veulent à Gilles de ne pas avoir choisi Quentin pour partager la récompense. Pire, les filles ont compris l'alliance stratégique entre Gilles, Quentin, Frédéric et Nicolas et il est temps de briser ce quatuor. Esteban s'allie avec les filles. Tous les cinq décident de voter contre Gilles car ils lui reprochent de leur avoir tous fait les mêmes promesses non tenues. Certains candidats, comme Frédéric, Laura ou Julie, reprochent également au candidats qui sont parents de ne pas les avoir choisis lors du tir à l'arc sous prétexte que ces derniers n'ont pas d'enfants, se sentant donc illégitimes de gagner ce confort.
Le lendemain, les candidats s'affrontent sur l'épreuve d'immunité : l'équilibre sur l'eau. Denis annonce que les deux candidats qui finissent derniers lors de la première manche partent avec un handicap d'une voix au prochain conseil. Esteban et Laura sont éliminés lors de la première manche. C'est Nicolas qui remportera le totem d'immunité face à Quentin, tandis qu'Esteban et Laura ont déjà une voix contre eux au prochain conseil.
Lors des tractations pour le conseil qui va suivre, le quatuor des garçons se reforme après la brouille entre Quentin et Gilles, et oriente ses votes contre Tania, mais ceux-ci ne sont pas au courant de l'existence de l'alliance "cheveux longs" composée de Tania, Clémence, Julie, Laura et Esteban qui eux comptent voter Gilles.
Lors du conseil, l'alliance des "cheveux longs" parvient à éliminer Gilles. Il découvre que Clémence l'a trahi et celle-ci lui reproche d'avoir été trop prometteur en avouant individuellement à toutes les filles qu'il les emmènerait sur les poteaux. Gilles confie le vote noir à Nicolas.

### 12eépisode
Cet épisode est diffusé le 9 mai 2023.
Frédéric, Quentin et Nicolas n'en reviennent pas du coup de théâtre du conseil qui a vu l'élimination de leur allié Gilles. L'alliance des "cheveux longs", à savoir les quatre filles restantes et Esteban, comptent bien poursuivre la dynamique d'élimination de l'alliance des trois garçons.
Invités au jeu de confort, les candidats découvrent que leur aventure jusqu'au prochain conseil sera lié avec un autre candidat. Après tirage au sort, les binômes sont composés : Esteban scellera son destin avec Clémence, Frédéric avec Tania, Quentin avec Laura et Nicolas avec Julie.
Le jeu de confort est la mythique épreuve de dégustation qui se déroule en trois manches. Pour la première Quentin, Nicolas, Esteban et Frédéric doivent dévorer quatre vers de cocotier : c'est Nicolas qui l'emporte. Pour la deuxième étape qui est une épreuve de relais, avec au menu un œil de poisson et des scorpions, les binômes Julie-Nicolas et Quentin-Laura se qualifient. Esteban, dégoûté par les mets proposés, n'est pas parvenu à se qualifier ce qui a irrité son binôme Clémence. Au bout de la troisième étape, où un œil de poisson géant et une brochette de scorpions attendait les aventuriers restant, c'est Quentin et Laura qui l'emportent largement et peuvent partir en escapade jusqu'au lendemain sur une petite plage déserte avec de la nourriture : bœuf, pâtes, fromage mais aussi crêpes, café et thé pour le petit déjeuner après une nuit confortable sur un matelas.
Pendant ce temps sur le camp, la formation des binômes changent les stratégies. Clémence confie son insatisfaction de devoir lier son destin à Esteban, en soulignant sa contre performance à l'épreuve de dégustation. Au réveil après avoir passé un bonne nuit, Quentin, qui se délecte des crêpes, confie à Laura qu'il ne peut en aucun cas voter contre Frédéric au prochain conseil. Laura déclare la même chose concernant Clémence. Sur le camp réunifié pendant ce temps, Julie trouve une arme stratégique bien utile pour son binôme avec Nicolas, qui lui possède le vote noir de Gilles.
Le lendemain, les candidats se rendent à l'épreuve d'immunité. L'épreuve consiste à un candidat de guider son binôme aveuglé à récupérer deux sacs comportant deux boules et les placer dans deux trous à travers un labyrinthe. À la fin, c'est le binôme Frédéric-Tania qui remporte le totem d'immunité, ce qui constitue une première victoire pour les deux aventuriers et un grand soulagement pour la jeune diététicienne qui se retrouve menacée à chaque conseil.
Le lendemain matin, au réveil, Esteban découvre qu'il a eu une réaction allergique sur son visage due à une piqûre d'insecte.
Lors du conseil, à l'issue du vote, Esteban est éliminé à six voix contre quatre pour Nicolas. Cela provoque également l'élimination de son binôme Clémence, qui se montre très amère de ce résultat. Esteban confie son vote noir à Quentin.
Esteban et Clémence, après avoir quitté le conseil, découvrent un message inscrit sur une pancarte : « Faites demi-tour pour reprendre votre destin en main », ce qui pourrait avoir des conséquences sur la suite de leur aventure.

### 13eépisode
Cet épisode est diffusé le 16 mai 2023.
Après leur départ au conseil, et l'annonce inattendue de la pancarte, Denis Brogniart annonce à Esteban et Clémence que ceux-ci disputeront un duel et qu'à l'issue de celui-ci, le perdant sera définitivement éliminé et le gagnant restera dans l'aventure et disputera d'autres duels pour regagner le chemin du camp réunifié. Les deux aventuriers doivent, pour ce duel, réaliser une structure en bois à deux étages avec des pièces de bois. Et c'est un Esteban revanchard qui gagne ce duel et qui continue l'aventure. Clémence devient quant à elle la quatrième membre du jury final. Avant de partir, la jeune femme conseille à Esteban de se méfier de Nicolas et Frédéric.
Sur le camp réunifié, le trio masculin Frédéric-Nicolas-Quentin se montre satisfait de leur alliance durable, d'autant qu'ils ont pu récupérer le vote noir d'Esteban.
L'épreuve qui vient est une épreuve d'équilibre où il faut maintenir six briques sur des tables à bascule. Laura parvient à maintenir ses six briques en équilibre et a le privilège de remporter le talisman du Feu sacré pour la première fois. Quentin termine deuxième, Frédéric troisième et Nicolas quatrième. Le duel final se joue entre Tania et Julie et c'est la footballeuse qui parvient à se qualifier, laissant la dernière place à Tania.
Denis enchaîne par la suite avec l'annonce d'un conseil surprise, où le candidat qui aura le plus de votes contre lui sera seulement évincé, mais pas éliminé. Laura, grâce à son talisman, choisit de protéger Quentin de l'éviction et c'est Tania qui se retrouve évincée à cinq voix contre elle, dont une voix de pénalité pour avoir terminé à la dernière place, contre une voix pour Julie et une autre pour Quentin non comptabilisée grâce au talisman de Laura. Par la suite, la jeune femme apprend qu'elle disputera un duel contre Esteban sur l'ancien camp des jaunes pour réintégrer l'aventure.
Sur le camp réunifié, les denrées alimentaires se font de plus en plus rares et Frédéric avoue se sentir affamé et affaibli. Ils parviennent néanmoins à débusquer du manioc un peu rance.
Tania rencontre Esteban et avant le duel, la jeune diététicienne informe Esteban que Quentin joue un double jeu. Le vendeur de prêt-à-porter dit regretter avoir donné son vote noir à Quentin et que s'il avait su, il l'aurait plutôt confié à Laura. Tania et Esteban doivent maintenir en équilibre une poterie sur une planche avec le pied le plus longtemps possible et c'est Tania qui y parvient avec fierté. Celle-ci est toujours en jeu après avoir été éliminée deux fois par le passé. Esteban devient quant à lui le cinquième membre du jury final.

### 14eépisode
Cet épisode est diffusé le 23 mai 2023.
Tania, valeureuse gagnante du duel contre Esteban, se voit offrir par Denis Brogniart un indice pour dénicher un coffre contenant des denrées alimentaires ainsi que les courriers des proches des candidats. Mais ce n'est pas tout, celle-ci pourra bénéficier d'un avantage offensif ou défensif au choix. La jeune femme, qui a vu pas moins de 29 votes contre elle depuis le début du jeu, ce qui constitue un record, privilégie l'avantage défensif qui est en réalité un indice pour trouver un collier d'immunité individuel.
Sur le camp, Tania fait un retour triomphal et propose à Quentin, qui ne la porte pas dans son cœur, de chercher avec lui le coffre de denrées. Elle souligne que le jeune charpentier a été le seul à ne pas avoir voté contre elle au dernier conseil surprise. Tania lui précise qu’il va également pouvoir avoir accès à une lettre de sa famille grâce à elle. Quentin est en larmes quand il apprend la nouvelle.
Quentin et Tania trouvent le coffre contenant du riz, des lentilles, six mangues, deux ananas et un brownie au chocolat. Lorsqu'ils ramènent les victuailles sur le camp, Tania décide de couper le brownie en plusieurs parts mais Laura s'offusque de voir que Quentin et Tania ont déjà été servis mais que cette dernière en reprend par petits bouts, sous prétexte que c'est elle-même Tania qui est parvenu à donner du brownie pour tout le monde.
Après ce repas, Tania découvre son indice pour le collier qui comporte le mot « Occident », mais celle-ci peine à comprendre le sens du mot. Elle décide en parallèle de lire la lettre de ses proches, qu'elle a obtenu avec Quentin, pour se donner de la force. Elle poursuit ensuite sa recherche du collier et va même jusqu’à demander aux autres aventuriers quelle direction est synonyme d’« Occident ». Elle en profite aussi pour demander si le soleil se lève à l’est, à l’ouest ou au nord... Mais c'est non sans mal que Tania parvient finalement à trouver le convoité collier d’immunité.
Pour l'épreuve d'immunité, après un parcours, les aventuriers doivent extirper une pièce en bois d’un labyrinthe, mais à l’aveugle. Le premier à y parvenir remporte l’immunité, le dernier devra pour sa part composer avec une voix contre lui lors du prochain conseil. La victoire revient à l'ancien militaire Nicolas, juste devant Laura. C'est Quentin qui finit dernier et aura une voix contre lui au conseil, mais celui-ci se console d'avoir le vote noir d'Esteban.
Avant le conseil et à l'approche de l'orientation, l'alliance des garçons souhaitent éliminer Laura qu'ils considèrent comme redoutable sur les épreuves. Tania décide de prendre le risque de conserver son collier d'immunité pour le conseil suivant.
Au conseil, c’est la photographe Laura qui est éliminée avec quatre votes contre elle. Tania a tout de même pris un énorme risque, puisqu’elle a été ciblée par trois votes dont le double vote de Quentin. Mais au delà de ça, elle est assurée de ne pas être en danger pour le prochain conseil où elle pourra cette fois utiliser son collier et atteindre l'épreuve d'orientation. Laura, qui vient d'être éliminée, donne son vote noir à Quentin, qui pourra une nouvelle fois voter deux fois au prochain conseil.

### 15eépisode
Cet épisode est diffusé le 30 mai 2023.
Sur le camp réunifié, qui ne compte plus que cinq aventuriers encore en lice à l'approche de l'épreuve d'orientation, la nourriture est un sujet sensible pour ces ventres qui crient famine, au point que pour savoir qui aura sa part d'ananas, les aventuriers se confrontent sur le célèbre jeu « pierre-papier-ciseaux ».
L'épreuve de confort est un classique de Koh-Lanta, celle de la boue. Les aventuriers doivent s'enduire le corps de boue pour pouvoir remplir un seau et celui qui aura le seau le plus lourd de boue bénéficiera d'une petite escapade dans une villa sur une plage déserte, avec jacuzzi, repas gastronomique à base de langoustes, nuit confortable dans un vrai lit, réveil avec petit déjeuner de sportif à base de céréales et fruits frais. Et c'est Quentin qui remporte le jeu. Le charpentier doit choisir avec qui partager cette grande récompense et désigne son grand allié Frédéric. Toutefois, Tania regrette ce choix. Arrivée deuxième au jeu de confort, la jeune femme qui avait également décidé de ramener le courrier de Quentin lors d’une précédente épreuve pour lui offrir, et s’attendait à ce qu’il lui rende la pareille sur ce genre de moment.
Arrivés fièrement dans la villa, Quentin et Frédéric commencent par prendre une bonne douche pour ensuite siroter un bon cocktail avant de passer la nuit dans un vrai lit.
Lors de l'épreuve d'immunité, les aventuriers doivent placer 31 pièces de dominos le long d’une poutre qu’ils doivent toutes faire tomber en une fois. Le parcours est entouré d’un grillage qu’ils doivent enjamber sous peine de faire tomber les pièces posées et devoir recommencer. Denis rappelle que cette épreuve est à gagner impérativement pour accéder à l'orientation. Frédéric qui est très habile avec les dominos, remporte l'épreuve et est le premier qualifié pour l'épreuve d'orientation. Le jeune homme dédie cette victoire à son père décédé.
Avant le conseil crucial, les trois garçons souhaitent éliminer la footballeuse professionnelle Julie, mais c'est sans compter sur la malice de Tania qui prévient Julie qu’elle a trouvé un collier d’immunité et qu’elle souhaite aller plus loin avec elle. C’est alors que Julie a une idée lumineuse : elle demande à Tania de lui prêter son collier pour faire croire que c’est elle qui l’a trouvé. Les garçons voteront ainsi tous contre Tania, qui sera bien protégée par son collier. De leur côté, les deux filles voteront contre Quentin.
En parallèle, Tania pêche 33 coquillages et tout le monde s'offre un copieux repas, sauf que Quentin, Frédéric et Tania se plaignent par la suite de vertige et de baisse de vision. Tous les trois sont emmenés en observation à l'infirmerie et les médecins leur annoncent qu'ils ont souffert d'intoxication alimentaire. Les trois aventuriers passeront la nuit à l'infirmerie et reviendront le lendemain en forme sur le camp.
Lors de l'ultime conseil de la saison, le plan de Julie et Tania fonctionne à merveille. Tania sort son collier d'immunité devant la stupeur des trois hommes qui ont donc voté contre elle au lieu de Julie, pensant que le collier appartenait à la footballeuse. Quentin se retrouve éliminé par les deux votes restant (ceux des filles). Il ne cache pas sa déception d'être écarté de l'orientation si brutalement. Quentin rejoint donc le jury final, et Julie, Tania, Frédéric et Nicolas rejoignent le carré final.

### 16eépisode
Cet épisode est diffusé le 6 juin 2023, ce qui constitue la première partie de la finale.
Encore sous le choc après l'incroyable revirement de la veille au conseil, Quentin, malheureux éliminé, part rejoindre la résidence du jury final et une fois sur place, Clémence et Laura en profitent pour régler leurs comptes avec lui. Elles lui reprochent notamment d’avoir été à chaque fois dans la confidence des stratégies des garçons, sans rien dire, tout en faisant croire qu’il était étranger à celles-ci. Quentin tente de se justifier comme il peut, tant bien que mal.
Sur le camp, Frédéric et Nicolas, bien que déçus de ne pas pouvoir disputer l'épreuve d'orientation avec leur acolyte, tiennent tout de même à féliciter Julie pour son incroyable coup de bluff. Tania, qui détient un nombre record de votes contre elle aux conseils depuis le début de la saison, ne cache pas sa satisfaction d'avoir atteint la finale.
Vient maintenant l'heure de l'épreuve d'orientation, et Nicolas est particulièrement serein face à cette épreuve, ayant eu affaire, lors de son passé de militaire, à des courses d'orientation.
Parmi les points de repères proposés, Julie et Tania choisissent le « bois centenaire ». Frédéric, quant à lui se dirige vers « l’éboulis de pierres » et Nicolas marche en direction de « l’arbre liane ». L'entrepreneur corse ne tarde pas à trouver son repère et part dénicher la balise. Tania, de son côté, se perd dans ses recherches et décide de rejoindre Nicolas. Ce dernier, voyant arriver la jeune femme, lui fait croire qu'il cherche encore la balise alors qu'il cherche en réalité déjà le poignard, qu'il trouvera par la suite en seulement 40 minutes. Nicolas est donc le premier qualifié pour l'épreuve des poteaux.
Tania rejoint par la suite Frédéric mais celle-ci se sent particulièrement exténuée et fond en larmes. Frédéric, voyant la jeune femme en pleurs, lui declare qu'il est tout près du but et qu'elle ferait mieux de chercher ailleurs. Tania s’exécute et retourne vers le repère de Julie où elle s’était déjà rendue, sans succès, au début. Sacré coup de bluff de Frédéric qui n’a toujours pas localisé son repère qu’il cherche depuis 2 heures. Au repère du « bois centenaire », Tania parvient finalement à trouver la balise, tout comme Julie quelques instants après. Et après plus de 4 heures 20 de recherche, c’est finalement le « phoenix » Tania qui trouve le fameux poignard et se qualifie aux côtés de Nicolas sur les poteaux.
Tout se joue entre Frédéric et Julie, mais peu de temps après que la footballeuse l'ait rejoint, Frédéric parvient à trouver la balise et enfin le poignard. Bilan : 5 heures 20 de recherche.
Après l'épreuve, Frédéric se sent fier de son coup de bluff face à Tania et Julie, déçue mais fière de ses 40 jours de survie, devient la huitième membre du jury final.

### 17eépisode
Cet épisode est diffusé le 13 juin 2023, ce qui constitue la seconde partie de la finale,,,,,.
Épreuve des poteaux et Conseil final.
Lors du conseil final qui se déroule à Paris, Denis Brogniart et l'ensemble des aventuriers de la saison reviennent à l'accoutumée sur les moments marquants qui ont rythmé cette édition. Au terme du dépouillement, c'est Frédéric qui est déclaré grand vainqueur de ce Koh-Lanta avec sept votes en sa faveur, à savoir ceux d'Anne-Sophie, Clémence, Gilles, Helena, Laura, Nicolas et Quentin. Tania est quant à elle deuxième et a reçu deux votes (ceux d'Esteban et Julie). Frédéric remporte les 100 000 € promis au vainqueur et annonce son projet d'ouverture de bar à cocktail et d'offrir un merveilleux mariage à sa fiancée Marine.

## Record

### Record de votes aux conseils d'une candidate
Lors de cette saison, la candidate Tania, très souvent mise sur la sellette par ses coéquipiers, détient, au conseil du 15e épisode, le record de nombre de votes contre elle lors des conseils. Elle a ainsi vu son prénom sur 36 bulletins dépouillés au total par Denis Brogniart en 15 émissions,. Tania, bien qu'ayant été éliminée lors du conseil des rouges de l'épisode 4, mais qui a pu faire son retour à la suite de l'abandon de Benjamin, dépasse le nombre de votes obtenu par Myriam en 2012 lors de Koh-Lanta : Malaisie qui avait récolté 20 votes sur 11 émissions, ou encore May en 2017 lors de Koh-Lanta : Fidji, avec 15 votes sur seulement 5 émissions,.
Du côté des hommes, c'est Éric en 2020 lors de Koh-Lanta : L'Île des héros qui détenait ce record avec 28 votes orientés contre lui. Il s'ensuit Patrick en 2007 lors de Koh-Lanta : Palawan, avec 16 votes en 12 émissions,,.

## Audiences et diffusion
En France, l'émission est diffusée sur TF1, les mardis à 21 h 10, à partir du 21 février 2023. Un épisode dure 2 h 10 (publicités incluses) mais est découpé en 2 parties, soit une diffusion de 21 h 10 à 22 h 15 et de 22 h 15 à 23 h 20.
| Épisode            | Date de diffusion  | Horaire de diffusion | Nombre de téléspectateurs | Part de marché  | Part de marché | Classement des audiences | Réf.    |
| Épisode            | Date de diffusion  | Horaire de diffusion | Nombre de téléspectateurs | (4 ans et plus) | (FRDA-50)      | Classement des audiences | Réf.    |
| ------------------ | ------------------ | -------------------- | ------------------------- | --------------- | -------------- | ------------------------ | ------- |
| 1                  | 21 février 2023    | 21 h 12 – 22 h 20    | 4 170 000                 | 19 %            | 38,5 %         | 2e                       | [ 101 ] |
| 1                  | 21 février 2023    | 22 h 28 – 23 h 39    | 3 430 000                 | 23,2 %          | 44,1 %         | 1er                      | [ 101 ] |
| 2                  | 28 février 2023    | 21 h 12 – 22 h 18    | 3 730 000                 | 18,1 %          | 35,4 %         | 2e                       | [ 102 ] |
| 2                  | 28 février 2023    | 22 h 20 – 23 h 25    | 3 110 000                 | 21 %            | 39,3 %         | 1er                      | [ 102 ] |
| 3                  | 7 mars 2023        | 21 h 12 – 22 h 23    | 3 850 000                 | 18 %            | 33,9 %         | 1er                      | [ 103 ] |
| 3                  | 7 mars 2023        | 22 h 30 – 23 h 45    | 3 030 000                 | 22,3 %          | NC             | 1er                      | [ 103 ] |
| 4                  | 14 mars 2023       | 21 h 11 – 22 h 19    | 3 660 000                 | 17,2 %          | 36,3 %         | 2e                       | [ 104 ] |
| 4                  | 14 mars 2023       | 22 h 27 – 23 h 37    | 3 180 000                 | 22,4 %          | 41,9 %         | 1er                      | [ 104 ] |
| 5                  | 21 mars 2023       | 21 h 12 – 22 h 24    | 3 740 000                 | 17,9 %          | 33,3 %         | 2e                       | [ 105 ] |
| 5                  | 21 mars 2023       | 22 h 30 – 23 h 14    | 3 200 000                 | 20,9 %          | 37 %           | 1er                      | [ 105 ] |
| 6                  | 28 mars 2023       | 21 h 14 – 22 h 17    | 3 720 000                 | 16,4 %          | 31,2 %         | 2e                       | [ 106 ] |
| 6                  | 28 mars 2023       | 22 h 23 – 23 h 16    | 3 350 000                 | 19,2 %          | 35 %           | 1er                      | [ 106 ] |
| 7                  | 4 avril 2023       | 21 h 13 – 22 h 24    | 3 800 000                 | 17,3 %          | 36,2 %         | 2e                       | [ 107 ] |
| 7                  | 4 avril 2023       | 22 h 30 – 23 h 23    | 3 130 000                 | 21 %            | 41,2 %         | 1er                      | [ 107 ] |
| 8                  | 11 avril 2023      | 21 h 12 – 22 h 19    | 3 510 000                 | 16,1 %          | 29,6 %         | 2e                       | [ 108 ] |
| 8                  | 11 avril 2023      | 22 h 25 – 23 h 05    | 2 980 000                 | 17 %            | 29,6 %         | 1er                      | [ 108 ] |
| 9                  | 18 avril 2023      | 21 h 12 – 22 h 22    | 3 800 000                 | 17,5 %          | 30,7 %         | 1er                      | [ 109 ] |
| 9                  | 18 avril 2023      | 22 h 29 – 23 h 04    | 3 120 000                 | 18,9 %          | 32,7 %         | 1er                      | [ 109 ] |
| 10                 | 25 avril 2023      | 21 h 12 – 22 h 19    | 3 310 000                 | 16,1 %          | 32,4 %         | 2e                       | [ 110 ] |
| 10                 | 25 avril 2023      | 22 h 21 – 23 h 05    | 2 860 000                 | 17,4 %          | 30,6 %         | 1er                      | [ 110 ] |
| 11                 | 2 mai 2023         | 21 h 10 – 22 h 18    | 3 410 000                 | 16,2 %          | 30,5 %         | 2e                       | [ 111 ] |
| 11                 | 2 mai 2023         | 22 h 25 – 23 h 20    | 3 040 000                 | 18,2 %          | 33 %           | 2e                       | [ 111 ] |
| 12                 | 9 mai 2023         | 21 h 13 – 22 h 29    | 3 530 000                 | 16,4 %          | 31,2 %         | 2e                       | [ 112 ] |
| 12                 | 9 mai 2023         | 22 h 31 – 23 h 22    | 3 080 000                 | 19,6 %          | 35,7 %         | 1er                      | [ 112 ] |
| 13                 | 16 mai 2023        | 21 h 13 – 22 h 11    | 3 580 000                 | 16,4 %          | 33,4 %         | 2e                       | [ 113 ] |
| 13                 | 16 mai 2023        | 22 h 13 – 22 h 56    | 3 270 000                 | 17,3 %          | 35,7 %         | 2e                       | [ 113 ] |
| 14                 | 23 mai 2023        | 21 h 13 – 22 h 15    | 3 490 000                 | 16,8 %          | 36 %           | 2e                       | [ 114 ] |
| 14                 | 23 mai 2023        | 22 h 22 – 23 h 00    | 3 180 000                 | 18,4 %          | 37,6 %         | 2e                       | [ 114 ] |
| 15                 | 30 mai 2023        | 21 h 13 – 22 h 25    | 3 680 000                 | 17,9 %          | 33,5 %         | 2e                       | [ 115 ] |
| 15                 | 30 mai 2023        | 22 h 33 – 23 h 19    | 3 300 000                 | 21,9 %          | 38,8 %         | 2e                       | [ 115 ] |
| 16                 | 6 juin 2023        | 21 h 14 – 22 h 15    | 3 670 000                 | 18,9 %          | 35,5 %         | 2e                       | [ 116 ] |
| 16                 | 6 juin 2023        | 22 h 22 – 23 h 04    | 3 440 000                 | 21,7 %          | 38,2 %         | 2e                       | [ 116 ] |
| 17                 | 13 juin 2023       | 21 h 13 – 22 h 36    | 3 700 000                 | 18,4 %          | 34,4 %         | 2e                       | [ 117 ] |
| 17                 | 13 juin 2023       | 22 h 44 – 23 h 46    | 3 090 000                 | 24,4 %          | 41,1 %         | 2e                       | [ 117 ] |
|                    |                    |                      |                           |                 |                |                          |         |
| Bilan de la saison | Bilan de la saison | P1                   | 3 670 000                 | 17,3 %          | 33,9 %         | –                        | [ 118 ] |
| Bilan de la saison | Bilan de la saison | P2                   | 3 160 000                 | 20,3 %          | 38 %           | –                        | [ 118 ] |
| Bilan de la saison | Bilan de la saison | Total                | 3 410 000                 | 18,8 %          | 35,9 %         | –                        | [ 118 ] |

Légende :
- Les plus hauts chiffres d'audience
- Les plus bas chiffres d'audience